# Distribuição digital
Distribuição digital (também conhecida como entrega digital ou distribuição eletrônica de software, DES, entrega eletrônica de software ou ainda pela denominação em inglês: Electronic software distribution e sua respectiva sigla, ESD) é a prática de prover conteúdo em formato digital puro, que é baixado via internet direto para a casa do consumidor. A distribuição digital contorna a distribuição comum de mídia física, como papel ou DVDs. O termo distribuição digital é tipicamente aplicado a produtos livres, dispositivos de extensão digitais para outros produtos são mais comumente conhecidos como downloadable content (expressão em inglês para "conteúdo disponível para download").
O conteúdo é distribuído digitalmente por streaming ou download. Streaming envolve o download e uso de conteúdo "sob demanda" assim que necessário. Enquanto isso, o download completo de conteúdo para um disco rígido ou outra forma de armazenamento de mídia permite um acesso rápido futuramente.
Opõe-se ao recebimento em mídia física. Ainda que nem todos os fornecedores de software deduzam os preços dos produtos distribuídos eletronicamente do preço das versões distribuídas fisicamente, tal desconto é comum, pois a distribuição eletrônica pode tipicamente custar muito menos para os fornecedores do que a distribuição física.
A distribuição eletrônica de software como um serviço pode ser ampliada, baseando-se além da compra direta de produtos, também pela distribuição de versões de testes antes da compra. Baixar uma versão de testes permite aos usuários experimentar o produto por um determinado limite de tempo, ou com recursos limitados, para então através da interface do próprio software comprar o produto da desenvolvedora.
Serviços de distribuição eletrônica estão divididos em vários componentes, incluindo Gestão de direitos digitais (GDD), Gestão de experimentos e transações ou comércio eletrônico. Cada um desses serviços pode ser adquirido e gerenciado como um componente separado, ou eles podem ser geridos por companhias terceirizadas.

## Fundamento
O maior atrativo da distribuição digital é seu caráter direto, onde artistas e suas equipes podem contratar sem intermediários uma distribuidora digital para distribuir suas obras e recolher os valores referentes à sua utilização nas principais plataformas de distribuição digital de suas áreas.
Para fazer um trabalho comercialmente bem sucedido, artistas geralmente precisam entrar na cadeia da indústria publicitária. Publicidade ajuda os artistas na divulgação, financiamento e distribuição de seus trabalhos para o varejo. Em algumas indústrias, particularmente na de videogames, artistas encontram-se restritos as publicadoras, e em muitos casos são incapazes de fazer o conteúdo que eles querem; a publicadora pode pensar que eles não vão lucrar bem. Isso pode rapidamente conduzir a uma padronização do conteúdo e sufocar o novo, consideravelmente as ideias arriscadas.
Por optar pela distribuição digital, um artista pode pegar seus trabalhos e facilmente liberá-los na esfera pública de interesse com um potencial mínimo de despesas. Isso frequentemente leva produtos mais baratos ao consumidor e aumenta o lucro para os artistas, assim como aumenta a liberdade artística.
A distribuição digital também abre portas para novos modelos de negócios. Por exemplo, artistas podem lançar uma faixa de um álbum ou um capítulo de um livro por vez ao invés de esperar terminar a obra por completo. Isso não só dá a eles um aumento nos lucros como os ajuda a continuar ou alertar que seu trabalho não é financeiramente viável antes que eles desperdicem dinheiro e tempo nele. Videogames aumentaram a flexibilidade nessa área, demonstrado por modelos de micropagamento como em Gunbound. Um resultado claro desses novos modelos é sua acessibilidade a artistas pouco conhecidos ou grupos artísticos que não têm tempo, recursos, ou experiência para desenvolver um produto.
Um exemplo disso pode ser encontrado na indústria fonográfica. Artistas independentes são pela primeira vez capazes de acessar os mesmos canais de distribuição que grandes selos de gravadoras, sem as práticas restritivas ou altos custos de produção; há uma crescente coleção de "selos da internet" que oferecem a distribuição de artistas independentes ou trabalhos não assinados diretamente para lojas de música on-line, e em alguns casos para serviços de promoção e marketing.
Plataformas de Distribuição Digital
Plataformas de distribuição digital são serviços que ajudam músicos a distribuir suas músicas para várias lojas online e serviços de streaming. Essas plataformas atuam como intermediários entre artistas e grandes plataformas de música como Spotify, Apple Music, Amazon Music e muitos outros.

## Força

### Vendas diretas
Sem a necessidade de manutenção física, distribuição ou estoque, produtos distribuídos digitalmente envolvem menos os lojistas do atacado, e por isso há um retorno bem maior da porção do preço a seus criadores. Isso também tem efeito na redução da pegada ecológica do produto, pois a produção de qualquer mídia física é virtualmente eliminada.

### Disponibilidade global
Com a distribuição digital pela internet, o produto automaticamente ganha uma das maiores forças da rede: disponibilidade.
Nela qualquer pessoa ao redor do globo com um conexão à internet é capaz de comprar e obter uma cópia digital facilmente, reduzindo todos ou diminuindo os custos de entrega, assim como os tradicionais tempos de espera. Mas essa força na distribuição digital é frequentemente moderada pelos Direitos de Distribuição Regional das Publicadoras, dessa forma limitando a atual disponibilidade para a região selecionada.

### Catálogo de produtos
Diferentemente das tradicionais lojas físicas, onde é necessária uma quantidade mínima de produtos físicos, o produto não precisa ser produzido em massa para ser estocado nas prateleiras das lojas. Com uma única cópia original, a publicadora e a desenvolvedora podem duplicar cópias para atender a demanda.
Isso pode cortar boa parte dos gastos da manutenção de catálogos de produtos, quando se é mantida uma instalação para armazenamento (armazéns, arquivos) para preservar o produto (controle de umidade, sistema de segurança). Publicadoras e desenvolvedoras podem manter seguramente e a um bom preço um catálogo completo de produtos, assim como tê-los disponíveis para compra quando uma cópia física não estiver mais disponível.

## Crítica

### Perda de suporte das publicadoras
Há desvantagens numa aproximação independente, sendo uma nada menos que a perda de financiamento de publicadoras. Isso pode ser resolvido com uma de duas maneiras:
- Negócios híbridos onde o conteúdo é distribuído digitalmente ao mesmo tempo em que recebem suporte da publicadora. Isso geralmente significa compromisso: a publicadora precisa cortar as vendas on-line, ou exigir que os preços on-line sejam os mesmos ou até maiores que os do atacado. Isso é raramente preferível para aqueles interessados em distribuição digital.
- Utilizar os novos modelos de negócio que a distribuição digital on-line permite, como descrito acima.

A perda de publicidade é outro caso que impulsiona a queda de publicadoras, um que ainda não tem uma solução genuína. Teóricos de videogame chegaram perto de sugerir um modelo onde versões de teste seriam oferecidas gratuitamente e "desbloqueadas" por um preço uma vez que o gancho fosse feito - o jogo efetivamente se auto-anunciaria. Entretanto, isso ainda não resolve o caso de atrair consumidores em primeiro lugar.

### GDD
É fácil duplicar obras digitais sem qualquer perda de qualidade, e com o caráter direto e preços menores da distribuição digital, a pirataria moderna teve um impacto muito maior do que ela tem com a mídia tradicional. A gestão de direitos digitais é a atual solução para esta falha. Ela permite aos distribuidores "proteger" seu conteúdo da redistribuição não-autorizada. Quando alguém tenta duplicar sua cópia para outros eles vão, dependendo da solução usada na GDD, ou ser incapaz de fazê-lo, com o produto revertendo-se a uma "versão de testes", ou correr o risco de outro usuário "raptar" o produto obtendo-o inteiramente para ele. GDD é somente uma das formas de proteção de cópia: ela é definida por ser dependente de um serviço em rede ao invés de, por exemplo, um registro em CD-ROM.
Apesar de efetiva na prevenção da pirataria casual, poucas das soluções apresentadas pela GDD preveniram todas as cópias não-autorizadas, ou porque elas foram quebradas por crackers ou porque a mídia permite lograr a barreira, por exemplo na regravação de áudio para outro computador. Isso faz seu uso em mídia tradicional nas prateleiras das lojas ser ressentido pelo consumidor. Talvez devido a isso há um recente afastamento gradual do uso de GDD para punir ladrões para premiar consumidores, com novos modelos de negócios de distribuição digital.

### Falta de comprovante de compra
Leis para comprovantes de compra não foram criadas com produtos efêmeros em mente. Isso tem causado muitos problemas legais difíceis para distribuidores digitais, relacionados a reembolsos e retornos, as próprias vendas e a transferência de posse do produto.

### Impacto no varejo tradicional
O aumento da distribuição digital de música em particular foi culpada por um número de fechamentos de redes tradicionais de vendas, como a rede de música icônica canadense Sam the Record Man em agosto de 2007.